# Прапор Маньчжоу-Го
Прапор Маньчжурської імперії мав жовте поле з чотирма горизонтальними смугами різного кольору у верхньому лівому куті. Кольори прапора були засновані на кольорах прапорів Союзу п'яти народів, які використовуються Бейянським урядом, Китайською імперією та клікою Фентянь. Прапор було вперше встановлено в Оголошенні національного прапора 1 березня 1932 року.

## Опис
За Документом про пояснення національного прапора, виданим державною радою Маньчжоу-Го 24 лютого 1933 року, кольори на прапорі представляють чотири напрямки та центр. Дослідження національного прапора Маньчжоу-Го, опубліковане державною радою Маньчжоу-Го пізніше, також дало представника на основі У-Сін.
- Жовтий колір представляє центр, символізує правління імператора чотирьох напрямків і силу жень в конфуціанстві, а також Землю в п'яти елементах.
- Червоний символізує південь, пристрасть і мужність, а також вогонь у п'яти стихіях.
- Синій символізує Схід, символізує молодість і святість, а також Дерево в п'яти стихіях.
- Білий символізує Захід, символізує чистоту і справедливість, а також золото в п'яти елементах.
- Чорний символізує Північ, символізує волю та рішучість, а також Воду в п'яти стихіях.[4]

Кольори також представляють п'ять основних народів Маньчжоу-Го:
- Жовтий символізує маньчжурський народ.
- Червоний символізує ханьців.
- Синій символізує монгольський народ.
- Білий символізує народ хуейцзу.
- Чорний символізує тибетський народ.

Військово-морські рангові прапори Маньчжоу-Го схожі за дизайном на прапори радянського флоту, але зберегли національні кольори Маньчжоу-Го.

## Інші прапори Маньчжоу-Го

### Прапор імператора Маньчжоу-Го

Прапор імператора

### ВМС Маньчжоу-Го

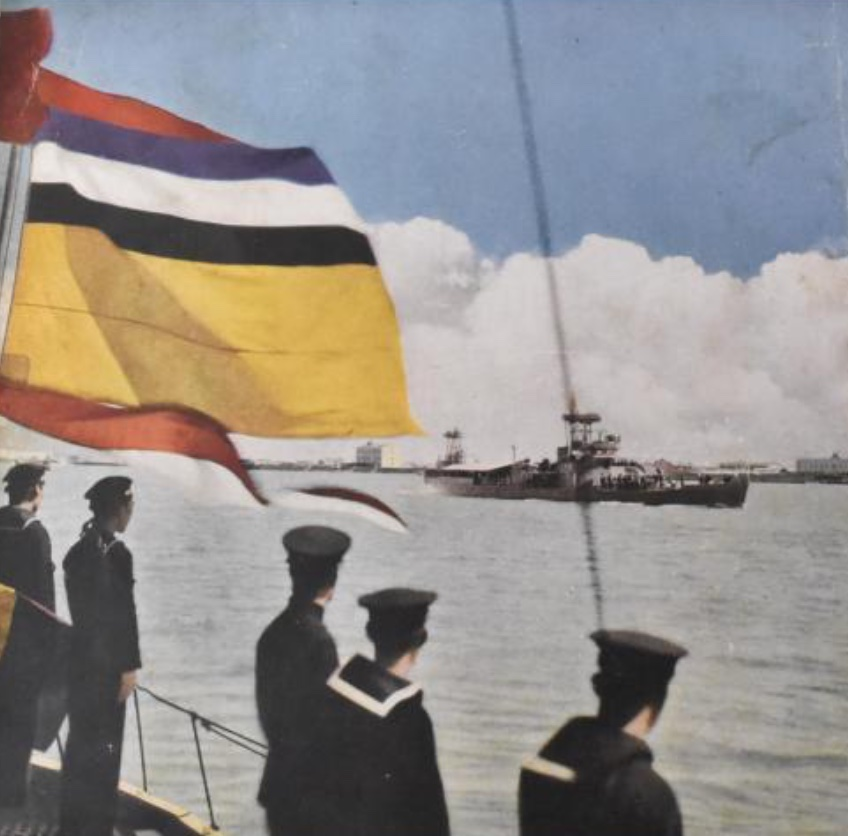
ВМС Маньчжоу-Го

#### 1932—1935 роки

Прапор ВМФ
рапор адмірала ВМФ
Прапор віце-адмірала ВМФ
Прапор контр-адмірала ВМФ
Прапор коммодора 1 класу ВМФ

#### 1935—1941 роки

Прапор військово-морського міністра
Прапор адмірала ВМФ
Прапор віце-адмірала ВМФ
Прапор контр-адмірала ВМФ
Прапор коммодора 1 класу ВМФ
Прапор командувача (коммодора 2 класу) ВМФ
Прапор вищого командувача ВМС

### Берегова охорона

Прапор судноплавства Маньчжоу-Го
Прапор кораблів морської підтримки
Прапор берегової охорони Маньчжоу-Го

### Морська поліція

Прапор морської поліції
Прапор голови цивільної адміністрації
Прапор начальника цивільної поліції
Прапор начальника морської поліції
Прапор старшого офіцера морської поліції на плаву

### Поштовий прапор

Поштовий прапор Маньчжоу-Го.

### Політична організація

Прапор Асоціації Конкордія

### Бойскаути Маньчжоу-Го

Прапор бойскаутів Маньчжоу-Го

### Компанія Південно-Маньчжурської залізниці

Прапор Південно-Маньчжурської залізничної компанії